# Paratetrapedia tristriata
Paratetrapedia tristriata är en biart som först beskrevs av Jesus Santiago Moure 1994.  Paratetrapedia tristriata ingår i släktet Paratetrapedia och familjen långtungebin. Inga underarter finns listade i Catalogue of Life.